# الساحة العمومية
الساحة العمومية هو معلم أثري تونسي مصنف من قبل المعهد الوطني للتراث يقع في ولاية القيروان في الشمال الغربي التونسي، تحديدا في مدينة هنشير كنشون تم تصنيف المعلم في يوم 8 مايو 1895.

## مقالات ذات صلة
- قائمة المعالم الأثرية المصنفة في تونس